# Dutch Robinson
Dutch "Teddy" Robinson est un auteur-compositeur-interprète, producteur et acteur. Il était l'un des chanteurs principaux du groupe Ohio Players. Il a commencé sa carrière solo en 1977. Originaire de New York aux États-Unis, il s'est établi au Canada à la fin des années 1980. Il est père de six enfants. 

## Récompenses
- 3 ECMA awards
- 2 ANSMA awards
- Black Businessman’s award
- Nova Scotia Music Award (pour l'album Life)
- Intronisation au Temple de la Renommée du R&B (Octobre 2013)

## Sources
1. Dutch Robinson: A Legend In Our Own Backyard
2. Dutch Robinson - Discographie
3. Page officielle de Dutch Robinson